# Ченљес (Болцано)
Ченљес је насеље у Италији у округу Болцано, региону Трентино-Јужни Тирол.
Према процени из 2011. у насељу је живело 413 становника. Насеље се налази на надморској висини од 952 м.